# Wes Moore
Westley Watende Omari Moore, detto Wes (Takoma Park, 15 ottobre 1978), è un politico, banchiere, scrittore e produttore televisivo statunitense, governatore del Maryland dal 18 gennaio 2023.
Dopo diversi anni nell'Esercito degli Stati Uniti e aver combattuto in Afghanistan, Moore ha pubblicato vari libri, è stato banchiere di investimento a New York e, dal 2017 al 2021, CEO della Robin Hood Foundation.. È stato anche l'ospite di Beyond Belief su Oprah Winfrey Network e produttore esecutivo e sceneggiatore di Coming Back with Wes Moore su PBS.

## Biografia
Moore è nato a Takoma Park, nel Maryland, da William Westley Moore Jr., giornalista televisivo, e Joy Thomas Moore, figlia di immigrati dalla Giamaica e professionista dei media. Il 16 aprile 1982, quando Moore aveva quasi quattro anni, suo padre morì. Nell'estate del 1984, la madre di Moore portò lui e le sue due sorelle a vivere nel Bronx, New York, con i nonni. Suo nonno, il Rev. Dr. James Thomas, immigrato giamaicano, è stato il primo ministro nero nella storia della Chiesa Riformata Olandese. Sua nonna, Winell Thomas, una cubana che si trasferì in Giamaica prima di emigrare negli Stati Uniti, era un'insegnante di scuola in pensione. Moore ha frequentato la Riverdale Country School. Quando i voti di Moore sono peggiorati e lui è stato coinvolto nella piccola criminalità, sua madre lo iscrisse alla Valley Forge Military Academy and College.
Nel 1998 Moore si è diplomato a Valley Forge, ha completato i requisiti per poter entrare in anticipo nell'esercito degli Stati Uniti ed è stato nominato sottotenente dell'intelligence militare nella riserva dell'esercito. Ha poi frequentato la Johns Hopkins University dove ha studiato relazioni internazionali ed economia e si è laureato nel 2001. Mentre era alla Hopkins, Moore ha giocato nella squadra di football dell'università. Dopo la laurea, ha frequentato il Wolfson College di Oxford conseguendo un master in relazioni internazionali nel 2004 e ha presentato una tesi dal titolo, "Rise and Ramifications of Radical Islam in the Western Hemisphere". Si è arruolato nell'esercito in seguito agli attacchi dell'11 settembre ed è stato schierato in Afghanistan dal 2005 al 2006, raggiungendo il grado di capitano nell'82ª divisione aviotrasportata. Si è ritirato dall'esercito nel 2014.
Nel febbraio 2006 Moore è stato nominato membro della Casa Bianca dal Segretario di Stato Condoleezza Rice. Successivamente ha lavorato come banchiere d'investimento presso la Deutsche Bank a Manhattan e presso Citibank dal 2007 al 2012 mentre viveva a Jersey City, nel New Jersey. Nel 2009, Moore è stato incluso nella lista "40 Under 40" di New York Business di Crain.
Nel 2010 Moore ha fondato una società di produzione televisiva, Omari Productions, per creare contenuti per reti come Oprah Winfrey Network, PBS, HBO e NBC. Nel maggio 2014, ha prodotto una serie PBS in tre parti, Tornando con Wes Moore , che ha seguito le vite e le esperienze dei veterani di ritorno.
Nel 2014 Moore ha fondato BridgeEdU, una società che ha fornito servizi per supportare gli studenti nel loro passaggio al college. Gli studenti che partecipano a BridgeEdU hanno pagato 500 dollari nel programma con tasse variabili. BridgeEdU non è stato in grado di raggiungere la stabilità finanziaria ed è stato acquisito dalla società di servizi finanziari per studenti Edquity nel 2019, principalmente per il suo database di clienti. Un'intervista di Baltimore Banner con ex studenti di BridgeEdU ha rilevato che l'azienda ha avuto risultati contrastanti.